# Love Symbol
Love Symbol é o décimo quarto álbum de estúdio do cantor americano Prince, e o segundo de dois que contou com sua banda de apoio, New Power Generation . Foi lançado em 13 de outubro de 1992 pela Paisley Park Records e Warner Bros. Registros . Ele foi originalmente concebido como uma "novela de fantasia rock" com várias falas por toda parte (com seu enredo se tornando a base para o filme direto para vídeo 3 Chains o' Gold ), e contém elementos de R&B, pop, soul, funk e rock .
O título oficial do álbum é um símbolo impronunciável retratado em sua capa, que Prince registrou sob o título "Love Symbol #2" e adotou como seu nome artístico de 1993 a 2000 para protestar contra seu tratamento pela Warner Bros. Records (que se recusou a lançar constantemente seu catálogo de músicas inéditas e registrou seu nome próprio para fins promocionais). O lançamento foi referido sob títulos como Love Symbol, Symbol Album ou Symbol .
Seus dois primeiros singles, " Sexy MF " e " My Name Is Prince ", alcançaram um sucesso modesto nas paradas pop dos EUA, embora ambos tenham chegado ao top dez no Reino Unido. Por outro lado, o terceiro single, " 7 ", não teve tanto sucesso no Reino Unido, mas foi um hit top dez nos Estados Unidos.

## Enredo
Uma configuração inicial do álbum continha até oito segues, bem como uma introdução. Juntos, eles explicaram o enredo do álbum: Uma princesa egípcia (interpretada por Mayte Garcia, em sua estreia no álbum Prince) se apaixona por um astro do rock (Prince) e lhe confia um artefato religioso, as Três Correntes de Turim (ou Three Chains o' Gold) durante sua fuga de sete assassinos, conforme mencionado em "7". No entanto, em uma tentativa de última hora de adicionar uma música adicional ("I Wanna Melt with U", que foi originalmente considerada um lado B do maxi single "7", e que contém vários sons amostrados também presentes em " 7"), a maioria das segues teve que ser cortada para a duração do álbum. Os poucos que permaneceram eram um pouco confusos no contexto. Os segues inéditos foram pirateados desde então. Garcia se tornaria a esposa de Prince em 1996.
No álbum lançado, as sequências com Kirstie Alley como a repórter Vanessa Bartholomew são mantidas intactas. Neles, ela tenta entrevistar Prince, mas falha; no início, ele desliga quando é informado que está sendo gravado, mas em uma sequência posterior, Prince dá respostas sem sentido aos pedidos de Vanessa. Algumas linhas em que Vanessa pergunta sobre as Três Correntes de Turim foram editadas da versão final.
3 Chains o' Gold, um filme direto para vídeo produzido e dirigido por Prince, foi lançado em 1994. O filme é baseado no enredo e nas músicas do álbum Love Symbol e contém algumas das sequências originais que foram planejadas para o álbum.

## Marketing
Warner Bros. Records pressionou para que "7" fosse lançado como o primeiro single do álbum. No entanto, Prince pressionou para que "My Name Is Prince" servisse como single principal, argumentando que seu som atrairia melhor os ouvintes que gostaram de Diamonds and Pearls .
The Love Symbol Album foi eleito o 14º melhor disco de 1992 no Pazz & Jop, uma pesquisa anual de críticos americanos em todo o país, publicada pelo The Village Voice . Robert Christgau, o criador da pesquisa, escreveu mais tarde sobre o álbum: "Projetado para provar sua total inesgotável na esteira de Diamonds and Pearls, por algum golpe de comércio seu álbum mais vendido desde Purple Rain, esta absurdamente designada 'novela de rock' (ele está falando sério? ele nunca está? ele nunca está?) prova principalmente que ele tem o funk."

## Lista de músicas
Todas as faixas escritas por Prince, exceto onde indicado; todas as faixas arranjadas e produzidas por Prince e The New Power Generation .
| N.º | Título                    | Duração |  |
| 1.  | "My Name Is Prince"       |         |  |
| 2.  | "Sexy MF"                 |         |  |
| 3.  | "Love 2 the 9's"          |         |  |
| 4.  | "The Morning Papers"      |         |  |
| 5.  | "The Max"                 |         |  |
| 6.  | "Segue"                   |         |  |
| 7.  | "Blue Light"              |         |  |
| 8.  | "👁 Wanna Melt with U"     |         |  |
| 9.  | "Sweet Baby"              |         |  |
| 10. | "The Continental"         |         |  |
| 11. | "Damn U"                  |         |  |
| 12. | "Arrogance"               |         |  |
| 13. | "The Flow"                |         |  |
| 14. | "7"                       |         |  |
| 15. | "And God Created Woman"   |         |  |
| 16. | "3 Chains o' Gold"        |         |  |
| 17. | "Segue"                   |         |  |
| 18. | "The Sacrifice of Victor" |         |  |

Notas:
- Cada uso do pronome "I" nos títulos das músicas e no encarte é representado por um símbolo "👁" estilizado. Este símbolo é comumente transliterado como "Olho" entre os fãs do Prince.

### Edições especiais
Várias edições deste álbum foram lançadas. As primeiras prensagens do álbum apresentavam um símbolo de amor dourado em relevo na caixa de joias, às vezes fosco, às vezes brilhante. Edições posteriores apresentam-no impresso no livreto ou não está presente. Um CD de edição limitada especial Gold Box foi lançado com um símbolo de amor roxo gravado na caixa dourada. Um box set veio com um CD single bônus "Sexy MF", outro com um CD single especialmente criado de mixagens "My Name Is Prince".

### Configuração inicial
Abaixo está a versão inicial do álbum com todas as sequências originais. Além disso, "The Sacrifice of Victor" é um pouco mais longo na configuração inicial.
1. "Intro"
2. "My Name Is Prince"
3. "Sexy MF"
4. "Segue"
5. "Love 2 the 9's"
6. "The Morning Papers"
7. "The Max"
8. "Segue"
9. "Blue Light"
10. "Segue"
11. "Sweet Baby"
12. "Segue"
13. "The Continental"
14. "Damn U"
15. "Segue"
16. "Arrogance"
17. "The Flow"
18. "Segue"
19. "7"
20. "Segue"
21. "And God Created Woman"
22. "3 Chains o' Gold"
23. "Segue"
24. "The Sacrifice of Victor"

## Pessoal
- Prince – vocais, guitarras, teclados, baixo, bateria, percussão
- Mayte – vocais
- Tony M. – rap
- Damon Dickson - dançarino
- Levi Seacer, Jr. – guitarras
- Tommy Barbarella – teclados
- Sonny T. – baixo
- Michael Bland – bateria
- Kirk Johnson – percussão

Pessoal adicional
- Carmen Electra - rap convidado em "The Continental"
- The Steeles ( Jevetta, Jearlyn, JD e Fred Steele) – backing vocals em "The Sacrifice of Victor"
- Kirstie Alley interpreta a frustrada repórter Vanessa Bartholomew nas duas faixas incluídas
- Eric Leeds – saxofone em "Blue Light"
- Michael Koppelman – baixo em "Blue Light"
- DJ Graves – arranhando
- Mike Nelson, Brian Gallagher e Steve Strand – trompas
- Airiq Anest – programação
- Clare Fischer – arranjos de cordas

### Produção
- Organizado por Prince e The New Power Generation
- Produzido por Prince e The New Power Generation; produção adicional de Keith Cohen; produção adicional de "I Wanna Melt with You" de George Black; cordas produzidas por Clare Fischer
- Gravado por Michael Koppelman, Dave Friedlander, Steve Noonan, Ray Hahnfeldt e Brian Poer; cordas gravadas por Larry Mann; A voz de Kirstie Alley gravada por Peter Arata
- Mixado por Keith Cohen, Michael Koppelman, Tom Garneau, Bob Rosa e Steve Beltran; mixagem adicional por Dave Aron, Airiq Anest, Steve Durkee, Biran Poer, Steve Noonan e Ray Hahnfeldt
- Masterizado por Brian Gardner e Steve Noonan

## Publicação
- Todas as músicas publicadas pela Controversy Music/WB Music Corp.; exceto:
  - Faixa 1 (Copyright NPG Music/Michael Anthony Music), faixa 15 (NPG Music)
  - Faixa 12 (Controversy Music/WB Music Corp; contém uma amostra de "I Know You Got Soul" de Eric B. & Rakim que é publicada pela Songs of Polygram International Inc. /Robert Hill Música; contém uma amostra de "Jazz It Up" originalmente da CFM Band e também uma amostra de " Niggaz 4 Life " da NWA ; direitos autorais Ruthless Attack Muzik/Sony Songs/Bridgeport Music).
  - Faixa 14 publicada pela Controversy Music; publicação adicional pela Powerforce Music/Budget Music; amostra de "Tramp" por Lowell Fulsom publicado pela Blues Interactions, Inc.

## Singles
- " Sexy MF " maxi-single (#66 EUA, #76 EUA R&B, #4 Reino Unido)
- " My Name Is Prince " maxi-single (#36 US, #25 US R&B, #7 UK)
- " 7 " maxi-single (#7 US, #3 US R&B, #27 UK)
- " Damn U " (#105 EUA, #32 EUA R&B)
- " The Morning Papers " maxi-single (#44 US, #8 US R&B, #52 UK)